# Bantzenheim
Bantzenheim är en kommun i departementet Haut-Rhin i regionen Grand Est (tidigare regionen Alsace) i nordöstra Frankrike. Kommunen ligger i kantonen Illzach som tillhör arrondissementet Mulhouse. År 2022 hade Bantzenheim 1 624 invånare.

## Befolkningsutveckling
Antalet invånare i kommunen Bantzenheim
| Referens: INSEE |